# Campo de Criptana
Campo de Criptana es un municipio español perteneciente a la provincia de Ciudad Real, en la comunidad autónoma de Castilla-La Mancha. Está situado en la comarca natural de La Mancha, dentro de la subcomarca denominada Mancha Alta. Forma parte de la mancomunidad de Promancha.
En la localidad se conserva una amplia muestra de los típicos molinos contra los que luchó Don Quijote en el capítulo VIII del libro universal de Cervantes, convertidos así en seña de identidad de La Mancha. De un total de diez molinos, tres datan del siglo XVI: Molino Burleta, Molino Infanto y Molino Sardinero.
Es el lugar de nacimiento de la actriz y cantante Sara Montiel (1928-2013) y del director de orquesta Luis Cobos (nacido en 1948).

## Símbolos

### Escudo
Tanto el escudo como la bandera de Campo de Criptana poseen el mismo diseño partido. La primera parte de azur con dos menguantes de plata; y la segunda de gules, con un castillo de oro, aclarado de gules y surmontado de un lucero también de oro. El escudo se representa cargado sobre el pendón de Castilla y una cruz de Santiago. Las armas ya eran conocidas en tiempos de Felipe II.
La tradición cuenta que las dos medias lunas significa las dos letras iniciales del grandioso pueblo, ya que representa la supremacía sobre el pueblo de Arenales; el campo azul, la protección del cielo para conseguirlas; el rojo, la sangre vertida en ellas; el castillo, el que existía en el actual santuario de la Virgen de Criptana; y la estrella, la aparición de ésta en la ermita. La existencia de tales batallas es probablemente ficticia y las medias lunas parecen ser una simple evolución de las iniciales del nombre de la población.

### Himno
El himno a Campo de Criptana fue compuesto en 1935 por José Vicente Ortiz Muro (letra) y Celedonio Cedenilla (música) y promovido por el entonces director de la Banda de Música Filarmónica Beethoven, Manuel Angulo Sepúlveda. Siendo adoptado como Himno Oficial de la Villa en 1939.

## Etimología
(I) Desde el lejano Oriente trae la siguiente información Plinio el Viejo:
“Toda la llanura desde el río Cyro hacia abajo pertenece a los albaneses (I): pronto los íberos, separados de ellos por el (río) Alazone, que desde las montañas del Cáucaso desemboca en el Cyro. Prevalecen las ciudades Cabalaca en Albania; dentro de Iberia, Harmastis... (Plinio, N. H. VI, 10).
[Nota] (I) Dupinet traduce el país de Albania. El Padre Hardouin entiende por albaneses a los de Georgia y Zuiria, establecidos a orillas del Mar Caspio".
Desde Hispania antigua según el legado del geógrafo Claudio Ptolomeo: 
“65. De estos [caristi] al oriente los varduli, y sus poblaciones del interior son: Gebala           14.º         43°50′
Gabalæca      14°30′   43°45′ 
Tullonioum   13°50′    43°30′
Alba              14°35′   43°30′...  [Ptol., Geogr. II, VI, 65].
Tullonium, hoy Alegría...  Alba, hoy Albaniz [¿Albéniz?]”.
Posibles equivalencias hidronímicas y toponímicas en España serían:
Ríos Curueño (el sufijo -eño significa pertenencia o relación) y Alzania con el Cyro (actual Kür, Kura, etc.) y el Alazonio (actual Alazani); la Gabalæca (quizá Gabáleka sería más correcto en griego) várdula tendría razón en su casi equivalente albanesa Cabalaca; la Harmastis ibero-caucásica hallaría etimología en el gr. arma, ἅρμα carro, que unido a mástix, μάστιξ  fusta, látigo, zurriago, azote || (μτφ.) [sentido metafórico] calamidad, formarían Harmastis, «los de carros y látigos»; quizá con menos posibilidades, del propio griego tomarían genealógico los amaci o amakon, ἀμακϖν (Ptolomeo Geografía II, 6 , 35)  astures de Astúrica Augusta o actual Astorga; pues ámaxa, ἅμαξα carro, carruaje, coche, junto  a la hipotética (y prácticamente exenta en estudiosos de nuestra historia antigua) raíz genealógica con- (cono),  de la que tomarían etnónimo los concanos, conios, conplutenses —citados en algunos códices de Plinio con /n/ y en otros con /m/—, consaburenses, contestanos, …; y otros grupos tribales  extensamente difundidos en la Iberia y en la Hispania prerromana y romana. Esta raíz hallaría visos de procedencia saca o escytha en Asia Central, mar Caspio, riberas del río Ili, Sakasene (tal vez la relación más directa con nuestra historia), etc. Cabría añadir que los sacas figuraban representados con una especie de tocados y yelmos cónicos en su vida común y en lances de combate, y tanto en celtíberos como en otros grupos étnicos de la península ibérica, suelen darse estas características en vasos, urnas, figuritas de ídolos, estelas, religión, etc. 
El mismo Plinio amplía conocimientos, si bien ahora desde el Istro o Danubio hacia la zona oriental: 
“Más allá de las desembocaduras del Istro, el campo abierto está habitado por pueblos generalmente descritos como Escitas; pero la costa marítima estuvo antiguamente poseída por varias naciones; a saber: a veces por los Getas, que los romanos llaman Dacios (378); a veces por los Sármatas (380), a quienes los Griegos llaman Sauromatas (381), o por algunas de las tribus de estos últimos, como los Amaxobios (382), o los Aorsos...".
De vuelta a Occidente, dicen cronistas más modernos: 
ALBA, Ἂλβα población de los várdulos; sobre este lugar, del historiador de Felipe V, Bruzen de la Martiniere: "Villa de la España tarraconense en Cantabria. De ella toman el nombre la provincia de Álaba y Álava, y los pueblos circundantes toman el nombre de albanenses... Hoy es el actual sitio de ARMENTEGUI, próximo a Victoria [Vitoria]".
Del muy consultado académico de la RAH, don Miguel Cortés: "… Alba, que indudablemente en mi juicio es la villa de Ciordia, en el valle de Burunda... el nombre de Ciordia es sinónimo de Alba; aquel tomado de la lengua primitiva de todos los iberos inclusos los vardulos; y este de la lengua de los romanos que traducían a su nombre los nombres de nuestros pueblos... la voz … [caracteres hebreos], Zihor o Zichor, significa alba, candida, nitens. Zanol, Lex. Hebraic. pág. 411. Y es patente que de Zihor se ha formado el nombre Ciordia, que es lo mismo que Alba la blanca”.
Y de la Martiniere al comentar la Albania caucásica expresa: "ALBANIE, antigua provincia de Asia en el mar Caspio en la parte oriental de Georgia [antigua Iberia caucásica]. Unos la llaman Zuirit, otros Chipiche, Zitracha y Garzena...”
De la Ciordia citada por el señor Cortés  y sus raíces ibéricas Zihor o Zichor se podría relacionar Zitracha. Garzena no difiere mucho de la Caracena soriana, lugar este próximo a Uxama o actual Osma, a la que el poeta S. Itálico dio orígenes sármatas. (C. Silii Italici, Punicorum, liber tertius, v. 384).
De nuevo Plinio trae esta otra referencia:
"... M. Varro refiere que a toda Hispania llegaron iberos, persas, fenicios, celtas y púnicos".
Y al hilo persa, para  ofrecer más énfasis a lo argumentado, se halla en el legado de Robert Morden:
“Entre el Mar Negro y el Caspio se encuentra Georgia; Llamado así por los griegos de la palabra Georgoy, que significa Labradores: Algunos harán que este nombre derive del de San Jorge, el Santo Patrón de todos los Cristianos de la Iglesia Griega. Bajo su Nombre general comprendemos Mingrelia, Gurgistán, Zuiria y Comania. Provincias que los antiguos romanos no pudieron someter a causa de las escarpadas montañas, que los Antiguos conocían con el Nombre de Cáucaso, hecho famoso por la Fábula de Prometeo. Mingrelia  [actual región de Mingrelia] con Avogafia, son la fama con Cólquida, o poco más: Famosa por los Amores de Jasón y Medea, y por la Conquista del Toisón de Oro por los Argonautas.
Gurgistán es la antigua Iberia; Zuiria responde a la antigua Albania; y Comania o Carcassia compone una parte de la Sarmatia Asiática en el Sur del Don”. 
Caben añadir referencias que devuelven al punto de partida, concretamente  al de los amakon y pésicos astures, así como a los cempsos de la península ibérica. En el Thesaurus Geographicus del flamenco Abraham Ortelius se nombran dos pueblos en la Sarmatia asiática: “Asturicani, ἁστουρικανοι, [Asturicanos], pueblo de la Sarmatia Asiática, Ptolomeo”.
“Sempsii, σήμψιοι [sempsios], en Ptolomeo etnia de la Sarmatia Asiática. Psessii [psessios] según traductores. Psesii [psesios] en Plinio”.
“Pesici [pesicos], en Plinio pueblo de la Hispania Tarraconense. Pesicos, παισικοι según Ptolomeo. Ver Scythas”.
Es decir, de una aparente similitud, la Asturica Augusta de los amakon alude a los asturicanos sarmáticos; en el otro punto, los también antiguos asturianos pésicos (que señalan a sempsios, o psessios, o psesios de la Sarmatia asiática) lo hacen con los cempsos (quizá en conjunto sean todos los mismos por complejidad de copistas), ya en el sur de la península ibérica junto a los cynetes o conios, ya en el septentrión junto a draganos y concanos. 
Tras lo expuesto, el diccionario inglés-persa arrima a la causa (puntos suspensivos eliden los caracteres persas de la fuente consultada): 
“Georgia [República de Georgia ], ... gurjistán”. “Georgian [georgiano], … gurjí”. Un posible desglose del nombre del país sería, tomando datos del propio diccionario: "Wolf [lobo], … gurg; (in composition) [—partícula— en composición] ... jí; place [lugar] (in composition) [—partícula— en composición]... stán, … istán". Gurjistán «lugar de lobos»; se daba en la Hispania antigua una Lobetum (¿Teruel, Albarracín?) y sus habitantes eran denominados lobetanos; el apellido Gurgitano se recoge en algunos puntos de España. 
Otro dato a añadir sería el país de Albania, cuya referencia cognominar persa, según el ya citado diccionario inglés-persa, es "arnaudí", y también el apellido Arnau se halla difundido por toda España; o el más genealógico Mardones, que hallaría etimología (en el propio persa) “Man (human male) [hombre (varón)], … ádam, … mard, … mardum, … nafar, … shakhs".
Por último (tema principal de este extenso argumento), en el idioma albanés se da la etimología krípë, -a -la sal, y añadido el sufijo de lugar -tana, forma un nombre con más o menos sentido; máxime si se tiene en cuenta que en las proximidades de Criptana se halla la laguna de Salicor, en la que el albanés añadiría liqén, +i -el lago; es decir, Criptana vendría a decir «lugar en el que hallar sal»; y quizá Salicor «lago salado». Limita su término municipal con el de Argamasilla de Alba, y curiosamente de nuevo el diccionario inglés-persa da “Citadel [ciudadela], … arg, … ark, … kal' ah; Turgid [turgente], … ámás- kardah, … bar-ámásídah".   Argamasilla «castillo firme». Basta añadir otra posible etimología de origen griego krypte, κρύπτη escondido || cripta. (II) 
De (I) a (II) datos recopilados del ensayo Vástagos de Hércules (pendiente de edición).

## Geografía física
Integrado en la comarca de La Mancha de la provincia de Ciudad Real, en la subcomarca de Mancha Alta, se sitúa a 108 km de la capital provincial. El término municipal está atravesado por la carretera CM-420 (antigua N-420 entre los pK 293 y 306), además de por las carreteras CM-310, que se dirige hacia Quintanar de la Orden, CM-3105, que conecta con la autovía de los Viñedos, y por otras carreteras locales que permiten la comunicación con El Toboso y Arenales de San Gregorio. 
La mayor parte del término municipal es llano. La zona norte es la más elevada, alcanzándose la cota de 780 metros (en un cerro llamado Pozos). La parte próxima al casco urbano se denomina sierra de los Molinos, el paraje emblemático y mundialmente conocido donde se ubican los famosos ‘gigantes’ que inspiraron a Cervantes para narrar la más famosa aventura de Don Quijote. El casco urbano se encuentra a pie de ladera, extendiéndose de norte a sur desde el barrio del Albaicín contiguo a la sierra de los Molinos hasta la zona sur, cruzada por la vía del tren, residencial e industrial. Se alza a 707 m sobre el nivel del mar. El término municipal es cruzado al sur por el río Záncara. La altitud oscila entre los 780 m y los 635 m a orillas del río Záncara.
| Noroeste: Quero (Toledo)      | Norte: Miguel Esteban (Toledo) | Noreste: El Toboso (Toledo)                   |
| Oeste: Alcázar de San Juan    |                                | Este: Pedro Muñoz                             |
| Suroeste: Alcázar de San Juan | Sur: Argamasilla de Alba       | Sureste: Arenales de San Gregorio y Tomelloso |

## Historia
La historia de esta localidad es la de los diferentes poblamientos que existieron dentro de su actual término municipal, varios de los cuales se unieron en el siglo XIV para formar la actual localidad de Campo de Criptana que, a la postre, fue la única que ha continuado habitado hasta la actualidad.
Por los restos arqueológicos encontrados se puede afirmar que el término municipal de Campo de Criptana ha sido un área poblada desde el neolítico. Una vez iniciada la época de los metales, los asentamientos del término quedaron dentro del área de la cultura del Vaso Campaniforme y posteriormente en la denominada cultura de Cogotas I. Ya dentro de la Edad del Hierro, los poblamientos locales formaron parte del extremo sureste dentro del territorio de los carpetanos.
Iniciada la época histórica, se puede considerar que la primera reseña de sus poblaciones fueron las menciones que el historiador romano Tito Livio hizo de Alce y Cértima durante su relato de la conquista romana de Hispania. Ya en época romana, el ascenso a la categoría de municipium de la vecina Consabura (Consuegra) y su desarrollo consiguiente, hizo que las localidades del término experimentasen un marcado declive. Durante el bajo imperio, parece que la comarca se articuló en torno a una importante villa surgida en la actual Alcázar de San Juan.
Tras la caída del Imperio romano, el término municipal inicialmente formó parte del efímero reino alano para pasar después al dominio visigodo. Durante esta época, la población parece centrarse en el poblado de Villajos y en torno al puesto fortificado existente en el Cerro de la Virgen, lugares donde se mantuvo ya en época musulmana, en la cual, el término municipal quedó bajo la esfera de la ciudad de Toledo, tanto durante el califato como durante la Taifa de Toledo a la cual perteneció.

Durante el proceso de reconquista, iniciado en la región por Alfonso VI con la toma de Toledo, las poblaciones del término pasaron de manos musulmanas a cristianas y viceversa en varias ocasiones no quedando consolidada la pertenencia al territorio castellano hasta la victoria cristiana en Las Navas de Tolosa. El término municipal quedó integrado en el Reino de Toledo y al poco pasaría a formar parte de los territorios pertenecientes a la Orden de Santiago quien, durante las siguientes décadas, fue otorgando cartas puebla, fueros y privilegios para fomentar la repoblación de las diferentes localidades existentes en el término, entre las cuales se fundó -alrededor del 1300- la villa de “El Campo” que sería la que más prosperaría y acabó absorbiendo la población de las restantes acabando siendo denominada como Campo de Criptana.

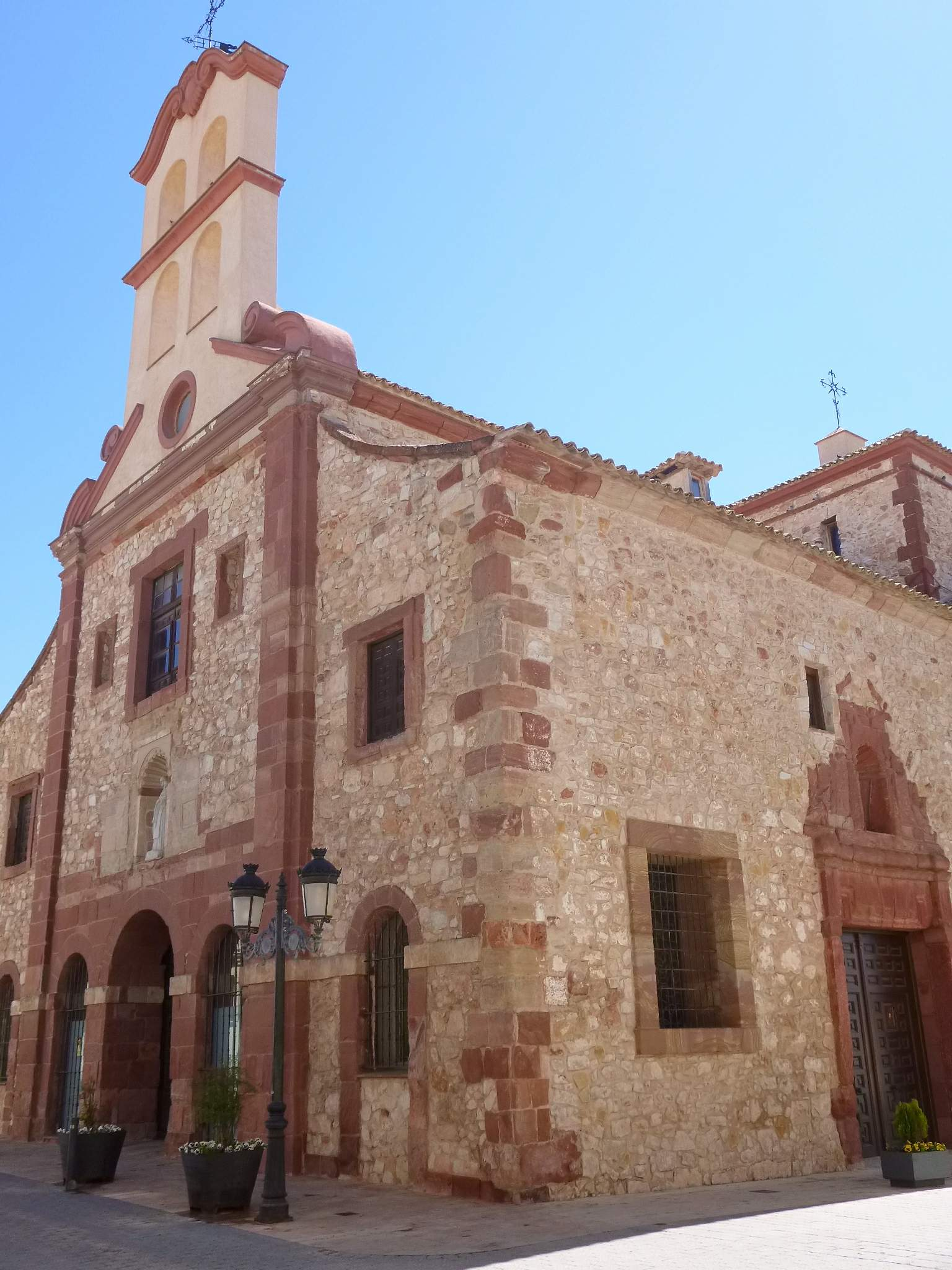
Iglesia del Convento de los Carmelitas Descalzos

La villa experimentó un notable crecimiento en el siglo XVI durante el que se construyeron buena parte de los monumentos hoy existentes en la población además de iniciarse la producción de harina en sus conocidos molinos de viento, los cuales, en el siglo siguiente, quedarían inmortalizados por Cervantes. Al contrario que el anterior, ese siglo XVII significó para la localidad una época de decadencia en la que perdió buena parte de sus habitantes cuyo número no comenzaría a recuperarse hasta el siglo XVIII.
El área de Campo de Criptana fue escenario de la actuación de las guerrillas en la Guerra de la Independencia durante la cual, se dieron varios combates en la población entre fuerzas españolas y napoleónicas. Tras la muerte de Fernando VII, también la I Guerra Carlista tuvo que sufrirse en la comarca y la localidad sería objeto de ataques a manos de los combatientes anti-isabelinos.

Pasado el reinado de Isabel II, la localidad experimentó un notable desarrollo ayudado por la pronta llegada del ferrocarril que la conectó con Madrid y con el puerto de Alicante. Durante la segunda mitad del siglo XIX, sufrió la crisis cerealística europea de la que salió reconvirtiendo gran parte de sus cultivos de cereal hacia el viñedo. Este hecho la marcó de manera importante ya que la mayor necesidad de jornales para el cultivo de la viña ayudó a fijar e incrementar la población a la vez que también se desarrolló un importante tejido empresarial -bodegas y fábricas de alcohol- en torno al procesamiento de la uva y en el que participaron inversores llegados de otras regiones de España. 

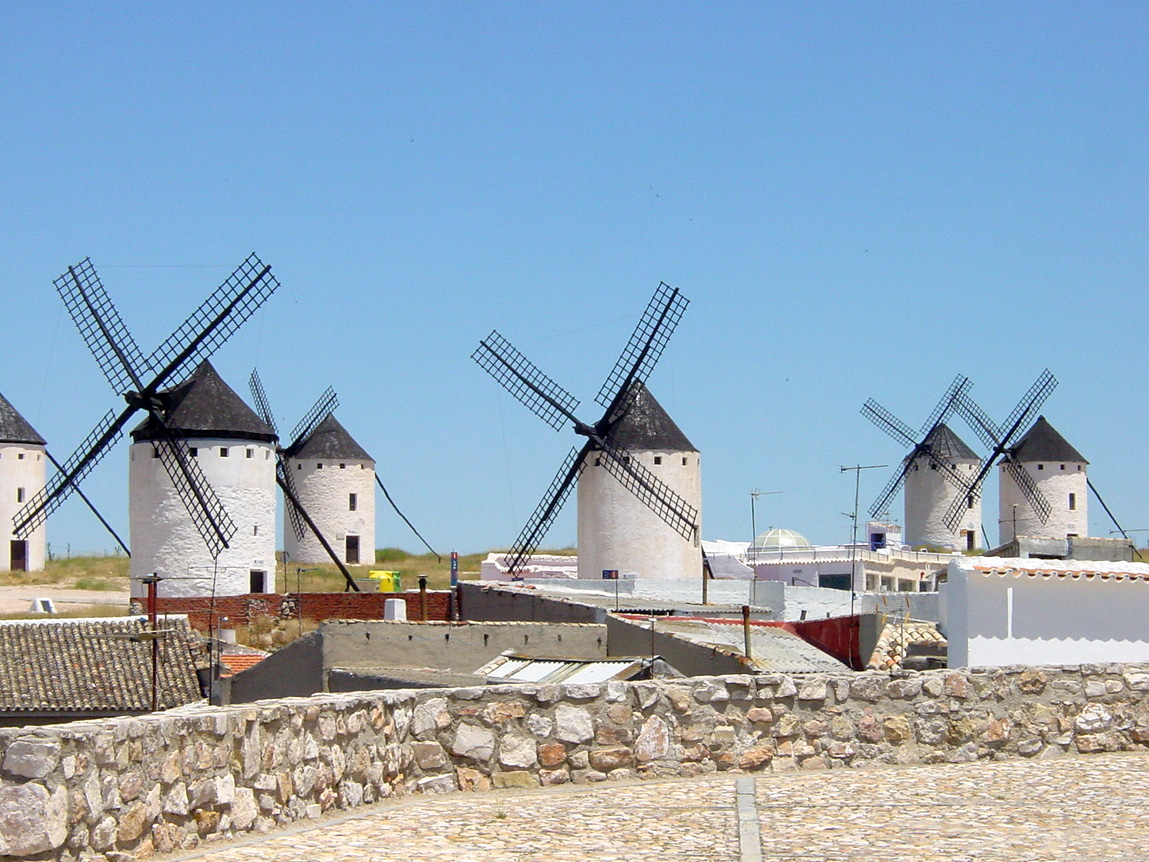
Molinos de viento

El primer tercio del siglo XX significó para Campo de Criptana una época de notable crecimiento durante la cual duplicó su número de habitantes. El continuo desarrollo del sector vitivinícola permitió una buena situación económica y el surgimiento de una importante actividad cultural con mejora de la escolaridad, actividades en el teatro municipal, publicaciones de prensa local o la fundación de su equipo de fútbol en 1925. La evolución de este periodo se truncó en los años 1930 en los que el sector del vino sufrió una importante crisis y la población no fue ajena a los conflictos sociales que surgieron a nivel nacional y que desembocaron en la Guerra Civil, contienda durante la cual, la villa permaneció en todo tiempo dentro del territorio republicano.
Tras la difícil recuperación de la Guerra Civil, la localidad sufrió durante los años 1950 una importante crisis demográfica debido a la mecanización agrícola que dejó sin ocupación a buena parte de su población. Esta crisis se agravó en décadas siguientes debido al esquema desarrollista de la dictadura que fijo unos polos de industrialización de los que fue ajeno el área de Campo de Criptana y que significaron la emigración de buena parte de sus habitantes. No sería hasta bien entrado el periodo democrático, en los años 1980, cuando la población pudo recuperarse y aumentar su número de habitantes a lo que finalmente contribuyó de manera importante el bum constructor del siglo XXI y la llegada de inmigrantes desde otros países.

## Demografía
Campo de Criptana cuenta con una población de 12 932 habitantes (INE 2024).
| Gráfica de evolución demográfica de Campo de Criptana entre 1842 y 2021 |
| |
| Población de derecho según los censos de población del INE Población de hecho según los censos de población del INEEntre el censo de 2001 y el anterior, disminuye el término del municipio porque independiza a Arenales de San Gregorio |

## Administración y política
| Periodo   | Nombre                             | Partido |
| --------- | ---------------------------------- | ------- |
| 1979-1983 | Antonio González Manzaneque        | UCD     |
| 1983-1987 | Ramón García-Casarrubios Quiñones  | AP      |
| 1987-1991 | Joaquín Fuentes Ballesteros        | PSOE    |
| 1991-1995 | Joaquín Fuentes Ballesteros        | PSOE    |
| 1995-1999 | Joaquín Fuentes Ballesteros        | PSOE    |
| 1999-2003 | Joaquín Fuentes Ballesteros        | PSOE    |
| 2003-2007 | Santiago Lucas-Torres López-Casero | PP      |
| 2007-2011 | Santiago Lucas-Torres López-Casero | PP      |
| 2011-2015 | Santiago Lucas-Torres López-Casero | PP      |
| 2015-2019 | Antonio Lucas-Torres López-Casero  | PP      |
| 2019-2023 | Santiago Lázaro López              | PSOE    |
| 2023-act. | Santiago Lázaro López              | PSOE    |

| Partido político                         | 2019  | 2019       | 2019 |
| Partido político                         | %     | Concejales |      |
| Partido Socialista Obrero Español (PSOE) | 47,95 | 9          |      |
| Partido Popular (PP)                     | 34,15 | 6          |      |
| Vox                                      | 7,39  | 1          |      |
| Ciudadanos                               | 6,37  | 1          |      |
| Unidas Podemos                           | 3,38  | 0          |      |

## Economía

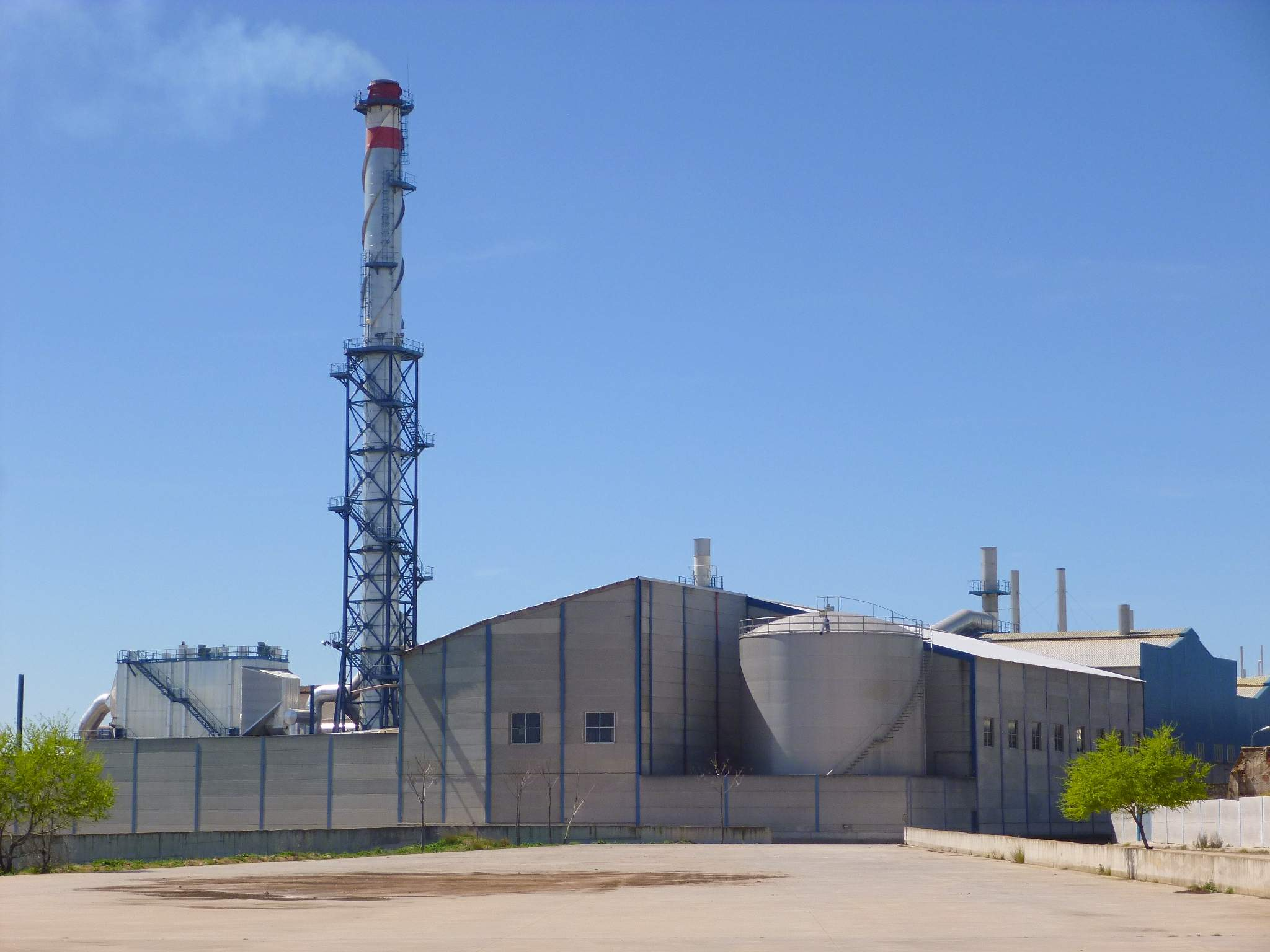
Central térmica de Campo de Criptana, operada por Movialsa

En relación con la actividad económica de la población, los Servicios en el Municipio son el sector predominante de actividad, seguido de la Construcción.[cita requerida]

## Servicios
En materia de servicios sociales y, en concreto, en el ámbito de la atención a las personas con discapacidad, es posible destacar la presencia en Campo de Criptana del Centro Comarcal de Educación Especial "María Auxiliadora" y del Centro Ocupacional Comarcal de Atención a Discapacitados Psíquicos "Rogelio Sánchez". Ambos centros pertenecen a Aspana, Asociación Pro-Personas con Discapacidad Intelectual de Campo de Criptana fundada en 1974 y presidida de forma vitalicia por el profesor Rogelio Sánchez Ruiz que, además, es director vitalicio del Centro "María Auxiliadora". En 2006 Rogelio Sánchez fue condecorado por su labor realizada desde el centro y desde la asociación, con la Medalla de Oro al Mérito en el Trabajo, por el Ministerio de Trabajo y Asuntos Sociales de España.
Asimismo, en 2010, Campo de Criptana ha sido finalista, junto con los Ayuntamientos de Ávila y Málaga, del Primer Premio de Accesibilidad de la Fundación Konecta, galardón que premia las mejores prácticas puestas en marcha en materia de accesibilidad, por el desarrollo del proyecto de eliminación de barreras cognitivas implantado en el Ayuntamiento.

## Monumentos y lugares de interés

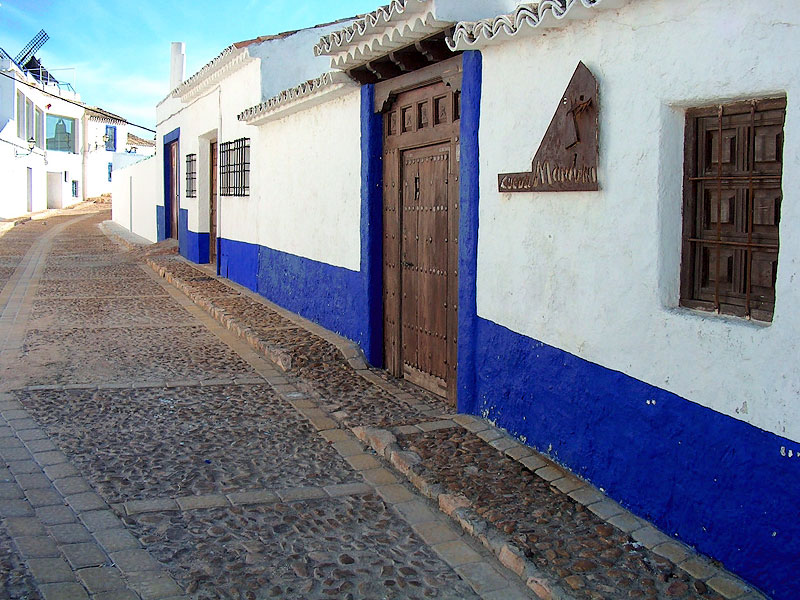
Rincón típico del barrio del Albaicín

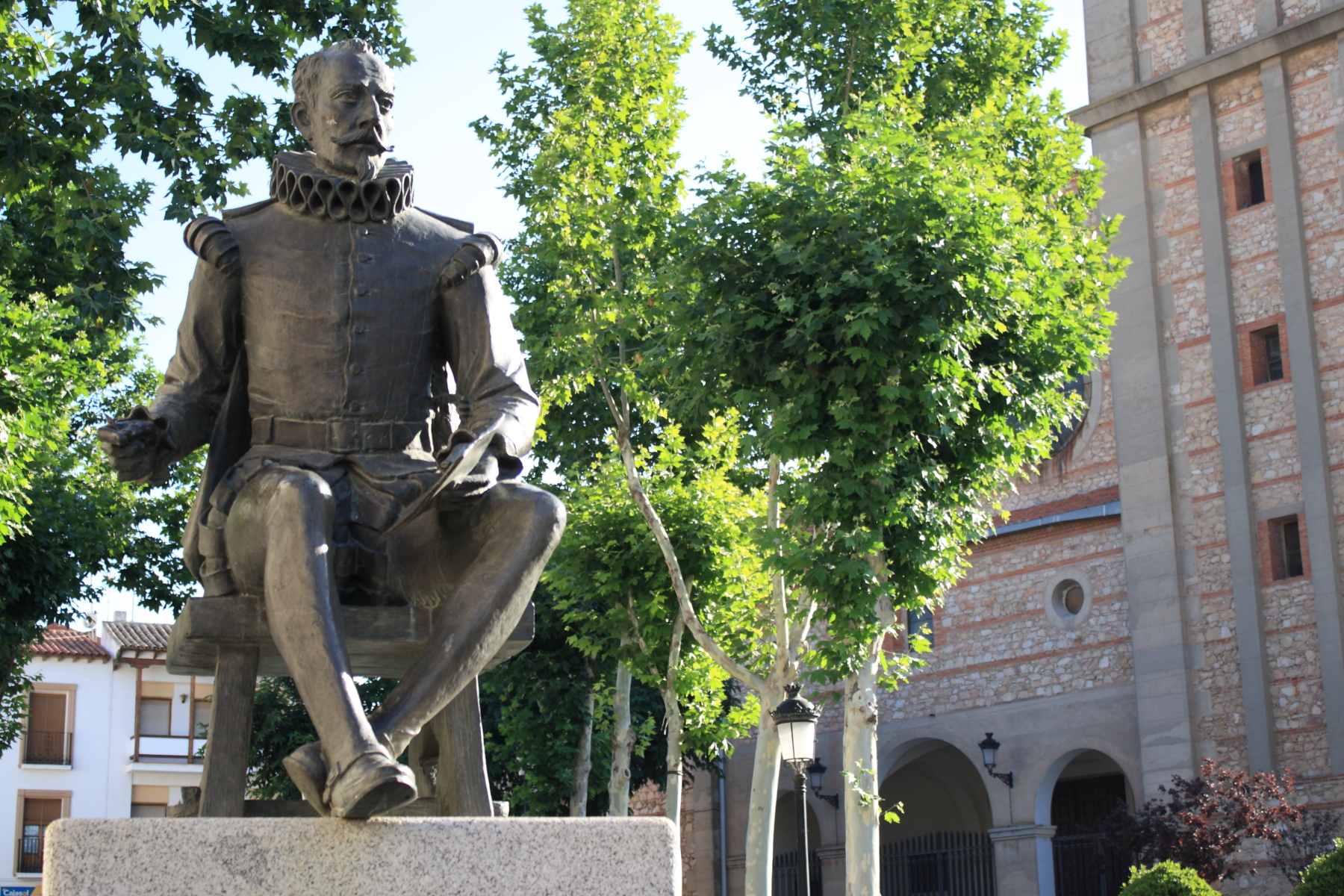
Monumento a Miguel de Cervantes

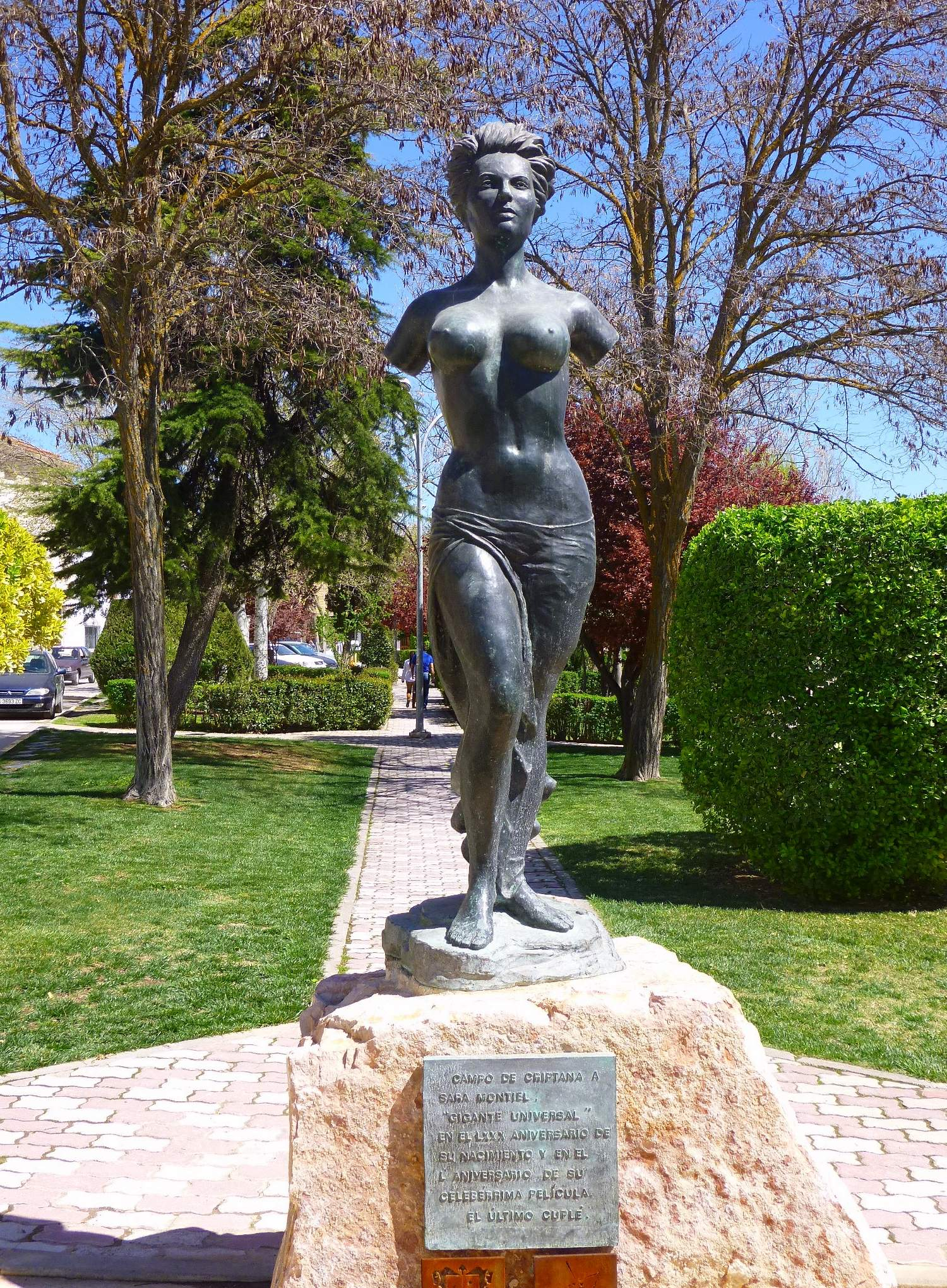
Monumento a Sara Montiel en su Campo de Criptana natal

La imagen de Campo de Criptana nos recordará al Quijote. Sobre el otero que domina al pueblo aparece un magnífico conjunto de molinos de viento, una de las imágenes más famosas del territorio. Algunos de ellos se encuentran en el centro de la ciudad, como es la iglesia de Nuestra Señora de la Asunción. Aunque también hay diversos monumentos y lugares de interés reflejados en el anexo:

## Cultura

### Fiestas
En Campo de Criptana destacan por su importancia las fiestas patronales en honor a la Santísima Virgen de Criptana y el Santísimo Cristo de Villajos, el carnaval, la Semana Santa, el Festival internacional de la música y más festividades que aparecen más detenidamente descritas en el anexo.
La Asociación cultural El Burleta cada 14 de agosto realiza una fiesta con 3 premiados diferentes organizaciones y asociaciones donde se les reconoce su labor a la sociedad.

### Vida cultural y artística
Campo de Criptana es un municipio que presenta una rica y activa vida cultural y artística:
- En el ámbito musical destaca la Banda de Música “Filarmónica Beethoven”, fundada en 1850 y que cuenta con su propia Escuela de Música desde 1940, de la que han surgido gran cantidad de músicos profesionales. La banda ha recibido múltiples distinciones, tanto a nivel nacional como internacional, y realiza numerosos conciertos a lo largo del año, así como zarzuelas junto a la Coral Santa Cecilia, también de Campo de Criptana. Igualmente destacable es el Ateneo Musical, fundado en 1973, y que celebra ciclos de conciertos de música clásica del más alto nivel artístico. Son músicos de Campo de Criptana de reconocido prestigio nacional e internacional: Manuel Angulo López-Casero, Ángel Arteaga, Luis Cobos, Manuel Angulo Sepúlveda y Bernardo Gómez. Asimismo se puede reseñar una importante labor musical representada por grupos como: Charanga Los Monigotes, constituida por veinte jóvenes en el seno de la Filarmónica Beethoven, Maestronic, Grupo Hades, Arcanoise, Rolling Rock Band, Dulce Neus y Kopyright, y otros que un día trabajaron por la música y ya lo dejaron como son Grupo Antártida, Nowba, Grupo Zona Cero, U.B.C., Los Estropeaos y Los Calabazas.
- En pintura Campo de Criptana fue el primer municipio manchego en contar con una Escuela Municipal de Dibujo y Pintura, fundada en 1974 y aún en funcionamiento. Se convoca, con carácter bianual, el Premio Nacional de Pintura "Francisco Valbuena", el Premio Nacional de Dibujo "Villa de los Molinos" y el Premio Local de Pintura "Isidro Antequera". Destacan pintores criptanenses de la talla de Francisco Valbuena y José Díaz; o como el solanero, afincado en Criptana, Isidro Antequera. Otros pintores nacidos en Campo de Criptana son Aurelio López, Lourdes Arteaga, Andrés Escribano, Tomás Artolazabal, Ángel Morales, Enrique Cruz, José Andrés Lara, Juan Casero o Paco Valbuena hijo.
- En escultura se encuentra Eloy Teno y su hijo Xema Teno; y en fotografía Isidro de las Heras y Nacho Calonge.
- En el campo de las letras se han realizado numerosas publicaciones culturales a lo largo de las últimas décadas, como Revista Hito, el Albaicín Criptano, Cosas D’aquí, Estilo o Besana. Y se convocan, con carácter anual, los certámenes nacionales de poesía Pastora Marcela y Valentín Arteaga. Entre los escritores de Campo de Criptana destacan Raimundo Escribano, Valentín Arteaga, José González Lara, José Aureliano de la Guía y María Zaragoza.
- En teatro destaca la figura de Domingo Miras, dramaturgo y Premio Nacional de Literatura Dramática; así como Manuel Manzaneque, actor y productor teatral. Actualmente el municipio cuenta con siete grupos teatrales y sobresalen las interpretaciones llevadas a cabo en los últimos años de musicales como El hombre de La Mancha o Jesucristo Superstar.Vinilo y cartel luminoso en el interior del Molino Museo dedicado a Sara Montiel en Campo de Criptana

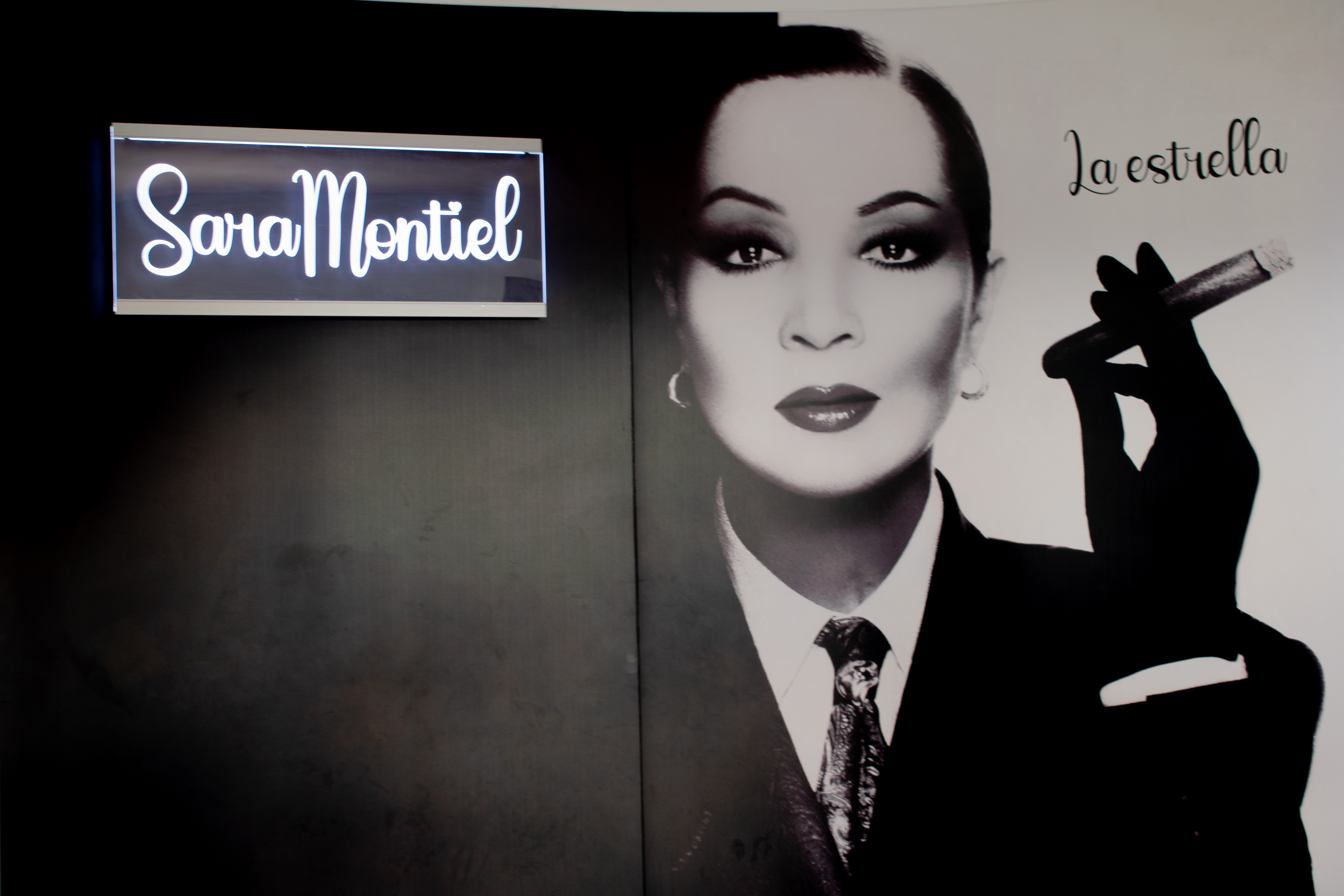
Vinilo y cartel luminoso en el interior del Molino Museo dedicado a Sara Montiel en Campo de Criptana

- En cine se encuentran tres figuras de notable relevancia. Enrique Alarcón, decorador, director artístico y referente nacional e internacional en este campo, Sara Montiel, actriz y cantante y Andrés Velasco Rubio productor cinematográfico y escritor, coincidiendo en muchas películas con el anteriormente citado Enrique Alarcón.
- Finalmente son numerosas las personas y colectivos que en Campo de Criptana realizan, o han realizado, una destacada labor de recopilación, mantenimiento y difusión de la historia local, como Joaquín García-Reillo, Francisco Escribano, Villajos Lucas o Vicente Arias; de la cultura popular y tradicional criptanense, fundamentalmente la Asociación Hidalgos Amigos de los Molinos y su Semana Cervantina; y de la música popular, gracias a las agrupaciones folclóricas Molinos de Viento y Trovadores de la Mancha, o al grupo de pulso y púa “Raimundo Escribano”.

### Gastronomía

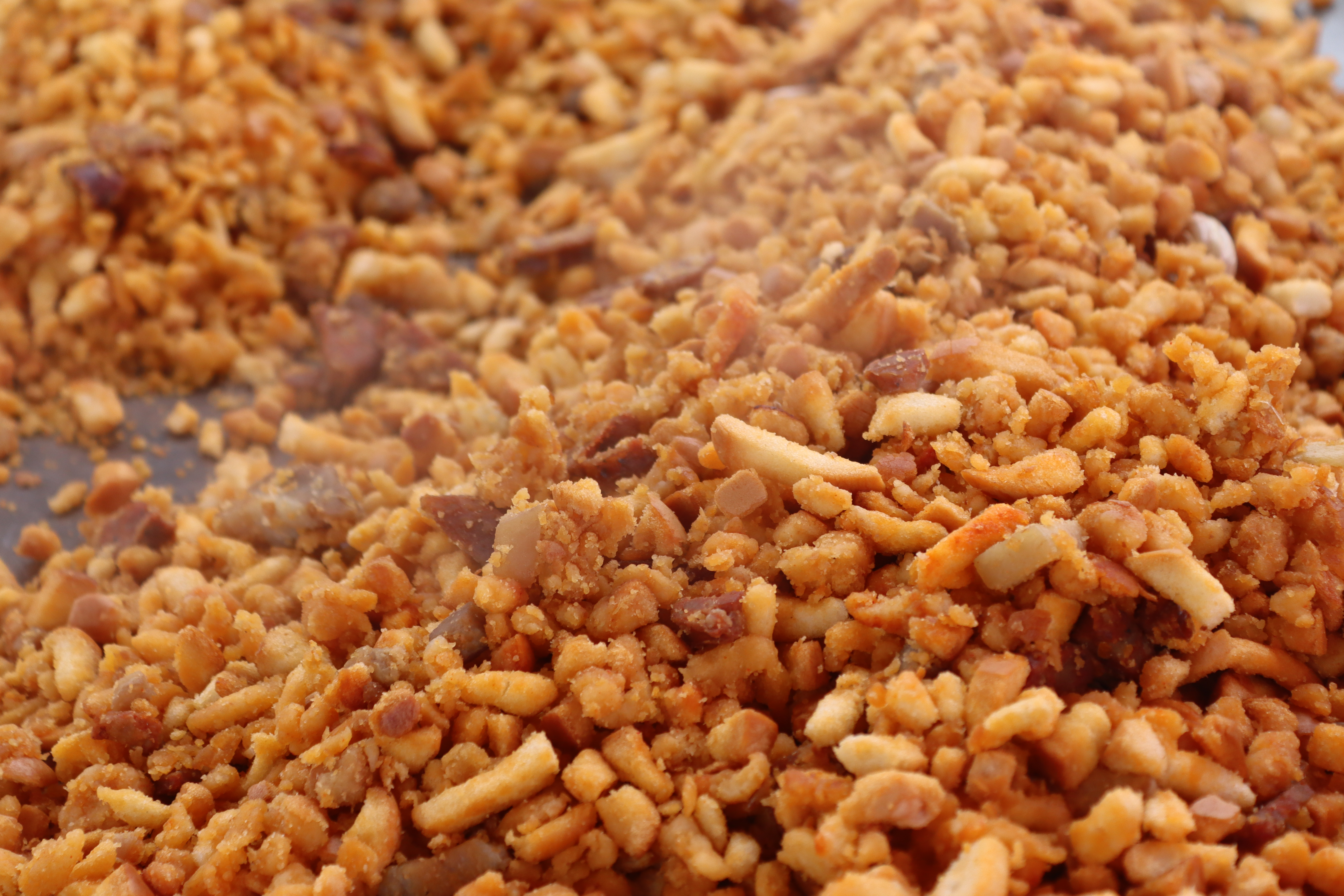
Migas en Campo de Criptana

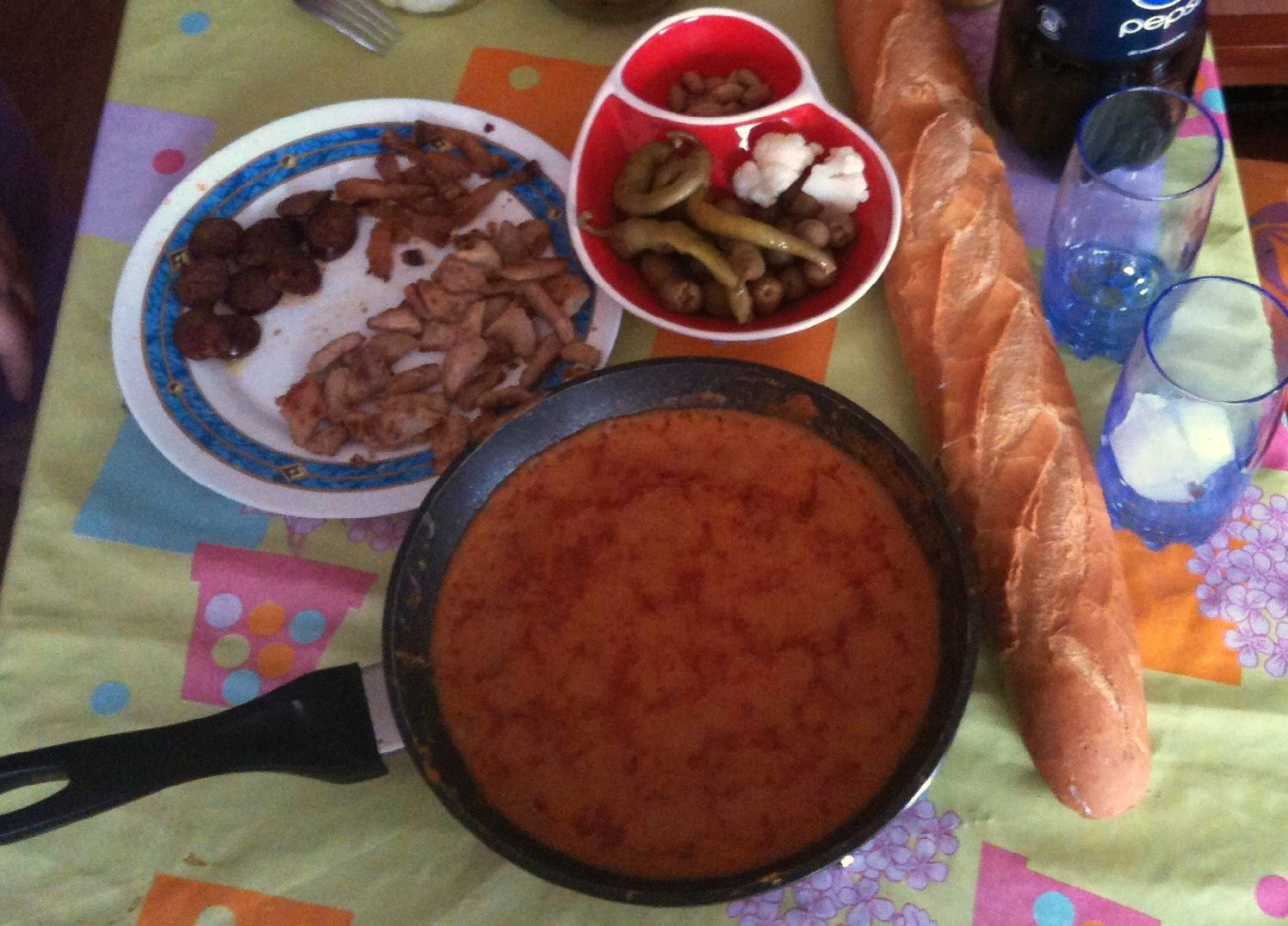
Gachas manchegas

Los platos típicos son las gachas manchegas con tropezones (generalmente acompañadas de magro, chorizo, tocino frito), las migas de pastor servidas en sartenes y elaboradas con harina de almorta, el cordero servido a la caldereta, el pisto manchego, las sopas de ajo como plato invernal, los huevos revueltos con cebolla y queso manchego. El postre típico es el arroz con duz frío (duz llaman en Andalucía y en La Mancha al dulce). Suele servirse como aperitivo la almorta tostada (denominada titos).
No solo eso, sino que cuenta con una cooperativa, la Bodega Cooperativa Vinícola del Carmen. Está también considerada la más antigua de España, creada en el año 1897.

## Hermanamientos
- Torre Pacheco (España)[29]
- Liria (España)[30]
- La Palma del Condado (España)